# Acanthodactylus cantoris
Espèce
Acanthodactylus cantoris est une espèce de sauriens de la famille des Lacertidae.

## Répartition
Cette espèce se rencontre en Jordanie, en Iran, au Pakistan, en Afghanistan et en Inde au Rajasthan, au Pendjab et en Uttar Pradesh.

## Description
Ce lézard atteint environ 7 cm sans la queue. Il est gris-brun clair sur le dessus, avec parfois de petites taches noires. Les jeunes présentent des bandes longitudinales claires séparées par des interstices sombres, et des séries de taches rondes et claires. Ces marques s'estompent progressivement.

## Étymologie
Cette espèce est nommée en l'honneur de Theodore Edward Cantor.

## Publication originale
- Günther, 1864 : The reptiles of British India, London, Taylor & Francis, p. 1-452 (texte intégral).